# Рататуј
Рататуј (фр. ratatouille) је специјалитет од поврћа из Провансе, а настанак се највише веже уз град Ницу. Може се послужити као топло предјело, главно јело или као хладно предјело, јер се може припремити и дан прије, а када одстоји неко вријеме, постаје још укуснији. Припрема се од патлиџана, тиквица, паприка очишћених од сјеменки, меснатог и огуљеног парадајза, евентуално црвеног лука, који је у неким рецептима изостављен. Од зачинског биља предност има свјежи босиљак, мајчина душица, мажуран, першун. Може се додати и кашичица шећера.